# 伊東勝之
伊東 勝之（いとう かつゆき、1944年（昭和19年）7月 - ）は、日本の工学者。専門は熱工学。徳島工業短期大学教授。東京工業大学理工学部卒業。東京都出身。

## 経歴
東京都出身。1967年に東京工業大学理工学部機械工学科を卒業。1969年にマツダの研究技術員となり1970年にマツダの研究員となる。
マツダを退職後は徳島工業短期大学で教授を務めた。自動車技術会などに所属した。

## 論文
- 1983年,自動車技術『低騒音エンジン開発のための解析手法』
- 1983年,マツダ技報『マグナムエンジンの騒音低減手法』
- 1986年,マツダ技報『Vリブドベルトの異音解析と改善案』
- 1988年,マツダ技報『エンジン騒音の解析・低減技術』